# Episodi di Doctor Who (serie televisiva 2005) (settima stagione)
La settima stagione della seconda serie televisiva Doctor Who (2005-2022) è composta da 13 episodi (14 con lo speciale di Natale). Il primo episodio è andato in onda il 1º settembre 2012 su BBC One. I primi cinque episodi e lo speciale di Natale sono andati in onda nel 2012, i restanti otto sono stati trasmessi nei primi mesi del 2013, dopo la pausa invernale.
In Italia la stagione è stata trasmessa su Rai 4 dal 6 giugno 2013 al 18 luglio 2013.
Matt Smith, Karen Gillan, Arthur Darvill e Alex Kingston riprendono i ruoli rispettivamente dell'Undicesimo Dottore, Amy Pond, Rory Williams e River Song. Dopo l'apparizione nell'episodio Il manicomio dei Dalek Jenna-Louise Coleman è entrata nel cast fisso nel ruolo di Clara Oswald, compagna del Dottore a partire dall'episodio speciale di Natale I pupazzi di neve, andato in onda tra gli episodi Gli angeli prendono Manhattan e Le campane di St. John.
| nº   | Titolo originale                    | Titolo italiano               | Prima TV UK       | Prima TV Italia |
| ---- | ----------------------------------- | ----------------------------- | ----------------- | --------------- |
| 1    | Asylum of the Daleks                | Il manicomio dei Dalek        | 1º settembre 2012 | 6 giugno 2013   |
| 2    | Dinosaurs on a Spaceship            | Dinosauri su un'astronave     | 8 settembre 2012  | 6 giugno 2013   |
| 3    | A Town Called Mercy                 | Una città di nome Mercy       | 15 settembre 2012 | 13 giugno 2013  |
| 4    | The Power of Three                  | La potenza di tre             | 22 settembre 2012 | 13 giugno 2013  |
| 5    | The Angels Take Manhattan           | Gli angeli prendono Manhattan | 29 settembre 2012 | 20 giugno 2013  |
| 5bis | The Snowmen                         | I pupazzi di neve             | 25 dicembre 2012  | 20 giugno 2013  |
| 6    | The Bells of Saint John             | Le campane di St. John        | 30 marzo 2013     | 27 giugno 2013  |
| 7    | The Rings of Akhaten                | Gli anelli di Akhaten         | 6 aprile 2013     | 27 giugno 2013  |
| 8    | Cold War                            | Guerra fredda                 | 13 aprile 2013    | 4 luglio 2013   |
| 9    | Hide                                | Universo nascosto             | 20 aprile 2013    | 4 luglio 2013   |
| 10   | Journey to the Centre of the TARDIS | Viaggio al centro del TARDIS  | 27 aprile 2013    | 11 luglio 2013  |
| 11   | The Crimson Horror                  | L'orrore cremisi              | 4 maggio 2013     | 11 luglio 2013  |
| 12   | Nightmare in Silver                 | Incubo Cyberman               | 11 maggio 2013    | 18 luglio 2013  |
| 13   | The Name of the Doctor              | Il nome del dottore           | 18 maggio 2013    | 18 luglio 2013  |

## Il manicomio dei Dalek

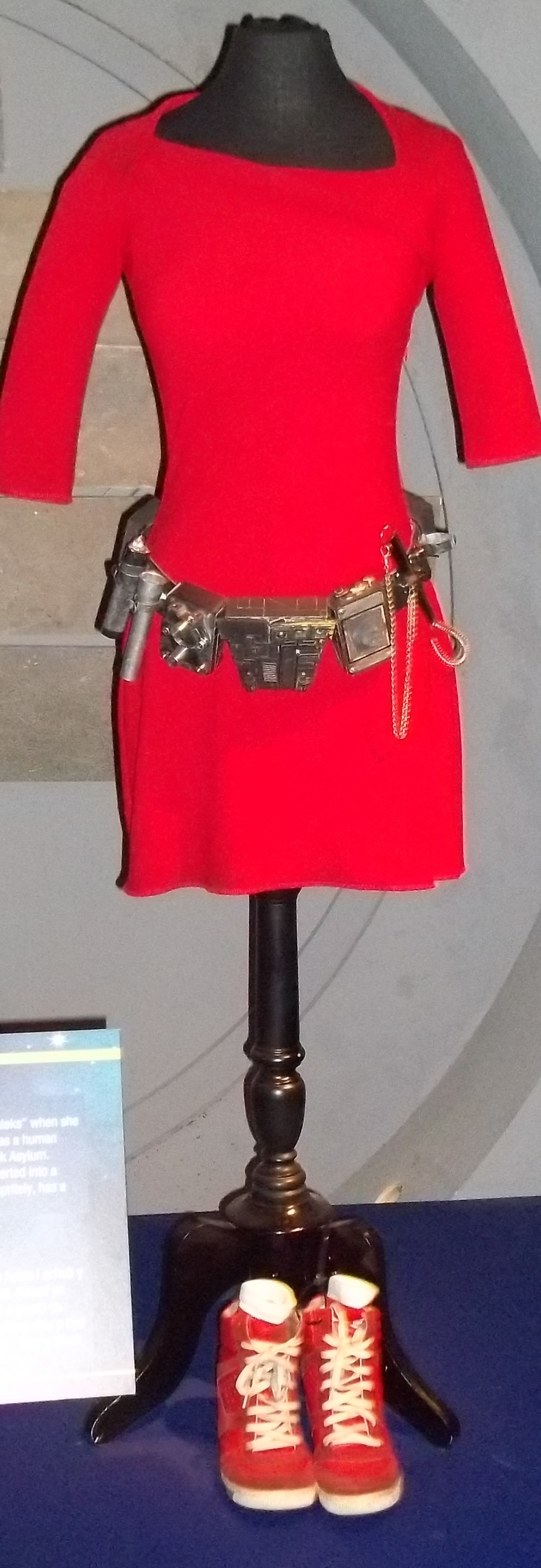
Gli abiti indossati da Oswin ne Il manicomio dei Dalek

- Titolo originale: Asylum of the Daleks
- Scritto da: Steven Moffat
- Diretto da: Nick Hurran

### Trama
La nave spaziale Alaska precipita su un pianeta che funge da manicomio dei temibili Dalek, ossia un posto dove vengono rinchiusi tutti quelli pericolosi, impazziti e mal funzionanti. I Dalek incaricano i propri schiavi-pupazzi di rapire il Dottore, Amy e Rory per condurli nella propria nave spaziale parlamento. Dopo essere approdato nell'orbita del pianeta manicomio il Dottore viene invitato a decifrare una strana trasmissione radio. Si tratta di un segnale trasmesso da una ragazza di nome Oswin, membro dell'equipaggio della nave spaziale Alaska e ora prigioniera all'interno del manicomio. Secondo il Dottore se qualcuno è riuscito a penetrare il campo di forza del pianeta esiste la possibilità che alcuni Dalek possano scappare. Il trio viene quindi lanciato di forza sul pianeta con il compito di disattivare dall'interno il campo di forza, così che i Dalek possano incenerire il pianeta-manicomio tramite le loro astronavi. Tra vari Dalek impazziti e l'equipaggio dell'Alaska trasformato negli schiavi-pupazzi il Dottore cercherà anche di ricucire il rapporto tra Amy e Rory e di salvare Oswin. Il Dottore corre in soccorso di Oswin; intanto Rory parla con la moglie del loro imminente divorzio sostenendo che lui ha sempre avuto la convinzione di amarla più di quanto lei ami lui. Amy si arrabbia dicendo che si sbaglia e che lei vuole divorziare perché si sente in colpa per il marito, a causa del fatto che non riesce più a dargli dei figli, cosa che probabilmente è legata al parto di River avvenuto a Demon's Run. Rory spiega a Amy che la ama ugualmente e che non gli importa se non avranno mai dei bambini, così i due si riconciliano. Il Dottore trova Oswin, ma vede che la ragazza (senza essersene accorta) è diventata un Dalek, infatti questi ultimi trasformano in loro simili coloro che hanno un enorme potenziale; Oswin è distrutta dalla notizia, ma decide di farsi forza e di aiutare il Dottore. Il Signore del Tempo, con i suoi amici, ritorna nell'astronave dei Dalek; essi distruggono il pianeta e decidono di uccidere il Dottore, ma Oswin prima di morire era riuscita a entrare nel loro sistema informatico mandandolo in tilt e cancellando ogni ricordo del Dottore dai suoi arcinemici che si mettono a gridare "Dottore Chi?", la domanda più antica dell'universo di cui si era parlato nel finale della sesta stagione. Questo permette al Dottore, a Amy e a Rory di scappare.
- Guest star: Jenna-Louise Coleman (Oswin Oswald), Anamaria Marinca (Darla Von Karlsen), Naomi Ryan (Cassandra), David Gyasi (Harvey), Nicholas Briggs (voce dei Dalek), Barnaby Edwards (Dalek #1), Nicholas Pegg (Dalek #2), Zac Fox (fotografo)(non accreditato)

## Dinosauri su un'astronave
- Titolo originale: Dinosaurs on a Spaceship
- Scritto da: Chris Chibnall
- Diretto da: Saul Metzstein

### Trama
Nel 1334 a.C. il Dottore, in compagnia della regina Nefertiti, riceve una telefonata dal 2367 d.C. dall'ISA ("Agenzia Spaziale Indiana"). L'ISA chiede l'intervento del Dottore per indagare su un'enorme astronave in rotta di collisione con la Terra entro le prossime sei ore; se non si riuscirà a trovare una soluzione l'ISA la distruggerà con un lancio di missili. Il Dottore decide di portarsi con sé Nefertiti, l'amico esploratore del periodo edoardiano John Riddell, prelevato dalle pianure africane nel 1902 d.C. e infine Amy e Rory, materializzandosi con il TARDIS nel loro soggiorno dieci mesi dopo la loro ultima avventura insieme; inavvertitamente viene compreso anche Brian, il padre di Rory, che si trovava anch'egli nel soggiorno della casa del figlio. Tutti insieme si materializzano con il TARDIS nell'astronave e scoprono con gran sorpresa che essa trasporta dinosauri.
Cercando nel computer di bordo dell'astronave dove si trovino i motori il Dottore, Rory e Brian vengono teletrasportati nella sala motori: una grande spiaggia all'interno dell'astronave, dove le onde vengono usate come energia idrica. Nel frattempo Amy, in compagnia della regina e di Riddell, scopre che l'astronave è un'arca siluriana, progettata per trasportare i Siluriani verso un nuovo pianeta, trasportando inoltre la fauna e la flora del loro periodo. L'arca ha lasciato la Terra milioni di anni prima, per scappare dall'impatto del meteorite che avrebbe estinto i dinosauri. L'astronave tuttavia non registra misteriosamente forme di vita Siluriane rimaste a bordo.
Dopo essere scappati da un gruppo di pterodattili il Dottore, Rory e Brian vengono scortati da due robot dall'unico essere umano a bordo, un uomo di nome Solomon, ferito dall'attacco di tre velociraptor e bisognoso di un intervento medico. Solomon, cercando di scoprire chi sia il Dottore, rimane sorpreso di non trovare nessuna notizia su di lui nel database universale. L'uomo rivela quindi di essere un trafficante illegale, che ha agganciato la nave Siluriana per prendere i dinosauri e rivenderli sul mercato nero. Egli, oltre a essere responsabile di pirateria, è colpevole di genocidio, avendo ordinato ai suoi robot di eliminare tutti i Siluriani che erano a bordo dell'astronave, indifesi in stato di animazione sospesa. Ma poi Solomon non fu in grado di pilotare il particolare sistema di guida dell'arca, il cui computer di bordo la sta riportando automaticamente al suo punto di partenza, ritornando sulla Terra.
Solomon, scoperta l'identità e il valore della regina Nefertiti, decide di rapirla fuggendo sulla sua navicella spaziale. Nonostante il dissenso del Dottore la regina accetta, per fare sì che venga risparmiata la vita dei suoi compagni. Mentre Amy e Riddell proteggono il gruppo con fucili tranquillanti dall'attacco di alcuni dinosauri carnivori il Dottore spegne i robot di Solomon e salva Nefertiti, quindi modifica il segnale dell'arca con quello della nave del commerciante: i missili ISA la distruggono, risparmiando la nave Siluriana, pilotata lontano dalla Terra da Rory e Brian. Essi sono gli unici in grado di farlo, poiché la nave deve essere pilotata da due persone con lo stesso pool genetico.
Alla fine il Dottore riporta Amy e Rory a casa, dopo avere lasciato vedere a Brian la Terra dallo spazio, mentre Nefertiti decide di rimanere con Riddell piuttosto di tornare alla sua epoca. I dinosauri invece vengono portati sul pianeta Siluria.
- Guest star: Mark Williams (Brian Williams), Riann Steele (Regina Nefertiti), Rupert Graves (John Riddell), Sunetra Sarker (Indira), David Bradley (Solomon), Noel Byrne (Robot #1), David Mitchell (voce del Robot #1), Richard Garaghty (Robot #2), Robert Webb (voce del Robot #2), Richard Hope (Bleytal), Rudi Dharmalingam (membro dell'ISA).

## Una città di nome Mercy
- Titolo originale: A Town Called Mercy
- Scritto da: Toby Whithouse
- Diretto da: Saul Metzstein

### Trama
Il TARDIS atterra accidentalmente nel Far West, vicino alla cittadina di Mercy, intorno al 1870. I protagonisti scoprono che lì vive un alieno, Jex, nel ruolo di dottore del paese. Egli si nasconde nell'ufficio dello sceriffo, poiché ricercato dal Pistolero, un misterioso cyborg che lo vuole uccidere e che per questo ha posto il paese in stato di assedio, impedendo a chiunque di uscirne. Il Dottore scopre che Jex un tempo era uno scienziato che conduceva esperimenti su volontari allo scopo di creare dei cyborg per vincere la guerra che si stava protraendo da anni sul suo pianeta natale; il Pistolero ora sta cercando vendetta per le cose orribili che lo scienziato aveva fatto su di lui. Per evitare la morte dei cittadini innocenti, ed estremamente adirato per i gravi crimini commessi da Jex, il Dottore decide di offrirlo al Pistolero; ma le parole di Amy, e il sacrificio dello sceriffo per proteggere colui che considerava il medico della città e un amico, gli fanno cambiare idea, per quanto ancora convinto che lo scienziato debba pagare per ciò che ha compiuto. Vedendo che il Pistolero riesce a distinguere Jex dal particolare segno, simile a un tatuaggio sul suo viso, il Dottore crea un diversivo disegnando lo stesso segno sulla guancia di alcuni cittadini e facendoli correre in diversi punti diversi del paese; in questo modo Jex riesce furtivamente a raggiungere la sua astronave. Intuendo che ovunque fosse andato il Pistolero l'avrebbe seguito, mettendo così in pericolo altre persone innocenti nella sua ricerca di vendetta, Jex decide di suicidarsi, facendosi esplodere con la sua navicella spaziale. Senza più un obiettivo da conseguire, ora che la giustizia è stata compiuta, e poiché egli non è nient'altro che un'arma da guerra, il Pistolero pensa di autodistruggersi. Il Dottore tuttavia gli fa cambiare idea, proponendogli un nuovo compito da perseguire: difendere Mercy, diventando il nuovo sceriffo del paese.
- Guest Star: Ben Browder (Isaac), Adrian Scarborough (Kahler-Jex), Dominic Kemp (Kahler-Mas), Rob Cavazos (Walter), Joanne McQuinn (Sadie), Andrew Brooke (il Pistolero), Garrick Hagon (Abraham), Byrd Wilkins (prete), Sean Benedict (Dockery)

## La potenza di tre
- Titolo originale: The Power of Three
- Scritto da: Chris Chibnall
- Diretto da: Douglas Mackinnon

### Trama
Amy e Rory cercano di vivere una vita normale lontano dal Dottore. Un giorno però appaiono milioni di cubetti neri in tutto il mondo; sembrano inerti e invulnerabili e il Dottore arriva sulla Terra per indagare. La UNIT irrompe in casa Pond subito dopo avere ricevuto la notizia dell'arrivo del Dottore, guidata da Kate Stewart, la figlia del generale Lethbridge-Stewart, amico del Dottore e precedente comandante della UNIT. Kate spiega che non hanno alcuna idea dello scopo dei cubetti e spera che il Dottore possa aiutarli. Dopo alcuni giorni passati a osservare i cubetti senza risultato, snervato dalla noia, decide di andare via, lasciando al padre di Rory il compito di notare eventuali cambiamenti nei cubetti finché non sarà tornato. L'anno passa, i cubetti non reagiscono e le persone non ci fanno ormai più caso, usandoli come oggetti o soprammobili. Intanto però, all'insaputa di tutti, nell'ospedale dove lavora Rory, una ragazzina con un cubetto in mano controlla due inservienti dalle facce distorte, che hanno il compito di rapire alcuni pazienti.
All'improvviso i cubetti iniziano ad attivarsi, analizzando le reti informatiche di tutto il mondo. Il Dottore capisce che i cubi fanno parte di un progetto d'invasione "lenta". Mentre Rory e Brian vanno all'ospedale per aiutare le persone ferite dai cubetti il Dottore e Amy vengono convocati nel quartier generale della UNIT, situato sotto la Torre di Londra, dove Kate mostra loro diversi cubi messi sotto osservazione, ognuno attivo in modo diverso. In seguito si sincronizzano tutti contemporaneamente come fossero dei display, mostrando il numero "7", e successivamente un lento conto alla rovescia. Nel frattempo, all'ospedale, Brian viene preso dai due inservienti e portato in un ascensore, dove scompare. Rory li insegue e scopre che la parete dell'ascensore è in realtà un portale verso una nave spaziale che sta fluttuando nell'orbita terrestre. Raggiunto lo "0" i cubetti si aprono, ma si rivelano tutti vuoti; all'improvviso le persone nei pressi dei cubi, in tutto il mondo, cadono a terra colpiti da un arresto cardiaco fulminante. Al Dottore si ferma uno dei due cuori, rendendosi conto che i cubetti devono avere inviato un impulso elettrico, responsabile della morte di almeno un terzo della popolazione. La squadra operativa di Kate traccia una comunicazione dai cubi verso sette differenti punti sparsi nel mondo, incluso l'ospedale di Rory, dove il Dottore e Amy decidono subito di recarsi. Amy usa un defibrillatore per fare ripartire il cuore del Dottore e, dopo averlo guarito, notano la ragazzina, che il Dottore riconosce come un androide, la spengono e in seguito scoprono l'ascensore e il portale che si nasconde in esso.
A bordo Amy e Rory salvano Brian, mentre il Dottore incontra l'ologramma di un membro degli Shakri, figure leggendarie della cultura Gallifreyana che si definiscono "controllori delle pestilenze" nell'universo. L'ologramma spiega loro che vi sono sette navi spaziali collegate ai sette portali, il cui compito è sterminare l'umanità prima che si diffonda in tutta la galassia, e preannuncia che verrà lanciata una seconda ondata di cubetti, mandati per uccidere ancora. Il Dottore decide di usare i computer di bordo per invertire la scossa inviata dai cubi, per salvare le vittime, e i tre protagonisti scappano dalla nave un istante prima che i feedback dai cubi la facciano esplodere. Al momento della partenza del Dottore Brian insiste affinché Amy e Rory partano con lui, cogliendo l'opportunità unica di vivere le sue avventure. I tre partono a bordo del TARDIS.
- Guest star: Mark Williams (Brian Williams), Steven Berkoff (Shakri), Stephen Blything (Henry), Jemma Redgrave (Kate Stewart), Selva Rasalingham (Ranjit), Alice O'Connell (Laura), Alan Sugar (sé stesso)(non accreditato), Brian Cox (sé stesso)(non accreditato)

#### Nota
- Durante una conversazione con il padre di Rory il Dottore afferma che pochi dei suoi compagni di viaggio sono morti nel corso delle sue avventure, probabilmente si riferiva a Sara Kingdom, Adric e Katarina.

## Gli angeli prendono Manhattan
- Titolo originale: The Angels Take Manhattan
- Scritto da: Steven Moffat
- Diretto da: Nick Hurran

### Trama
Il Dottore porta Amy e Rory a Central Park e mentre sta leggendo ad Amy un romanzo su un personaggio chiamato Melody Malone, Rory (sulla via di ritorno dopo avere preso il caffè) viene catturato da un Angelo Piangente. Nel 1938 a New York City, Rory incontra River, in posa come un'investigatrice privata e, come il Dottore scoprirà, protagonista del romanzo di Melody Malone. Il Dottore e Amy usano la storia per interrompere la loro strada in un tempo-chiuso nel 1938 e per trovare Rory, mentre lui e River indagano sul controllo degli Angeli di New York. River confessa al Dottore di essere stata scagionata, infatti era stata arrestata per l'omicidio del Dottore ma, avendo lui cancellato ogni sua traccia dall'universo, è come se non esistesse più e dunque il capo d'accusa di River è inesistente, motivo per cui l'hanno rilasciata. Nell'hotel Winter Quay il Dottore e Amy trovano un Rory invecchiato sul letto di morte, confermando il suo destino. Gli Angeli crearono l'hotel al fine di mantenere le loro vittime e mantenere una costante fonte di energia potenziale di cui nutrirsi. Per fuggire dal suo destino Rory e Amy saltano dalla sommità del palazzo verso la loro morte, creando un paradosso che cancellerebbe gli Angeli e l'hotel. Si risvegliano in un cimitero con il TARDIS; tutto sembra essere a posto fino a quando Rory non viene trasportato indietro nel tempo da un Angelo Piangente sopravvissuto. Su una lapide lì accanto compare il nome di Rory. In questo modo si crea un punto fisso nel tempo e il Dottore per salvarlo con un altro paradosso capisce che potrebbe spazzare via New York. Così il Dottore implora Amy di entrare nel TARDIS per escogitare qualcosa, ma lei invece gli dà un addio strappalacrime e permette di farsi catturare dall'angelo per rimandarla da Rory, facendo di fatto comparire sulla lapide anche il nome della ragazza. In seguito, il devastato Dottore legge una postfazione di Amy nel romanzo, in cui dice che va tutto bene e chiedendogli di non essere solo, oltre a chiedergli di visitare la giovane Amelia Pond mentre lei lo aspetta in giardino (si scopre così che era Amy l'autrice del romanzo).
- Guest star: Alex Kingston (River Song), Mike McShane (Grayle), Rob David (Sam Garner), Ozzie Yue (Foreman), Bentley Kalu (Hood), Burnell Tucker (Sam Garner anziano)

## I pupazzi di neve
- Titolo originale: The Snowmen
- Scritto da: Steven Moffat
- Diretto da: Saul Metzstein

Trama
Dopo la dipartita dei Pond il Dottore, devastato da un forte scoraggiamento dovuto alla paura di affrontare nuovamente altre perdite, si rifugia nella Londra del 1892 dai suoi amici Strax il Sontaran, Madame Vastra e sua moglie Jenny Flint, quest'ultime due rispettivamente una detective e la sua aiutante. Entrambe stanno lavorando sul caso del Dr. Walter Simeon che fin da bambino si sentiva solo e incompreso: ha quindi creato una sorta di alter ego, un mostro di neve che si serve dei pensieri e dei ricordi altrui per potere vivere e che con essi pianifica la distruzione dell'umanità. Madame Vastra e Jenny chiedono quindi aiuto al Dottore per fermare i piani malvagi di Simeon, ma lui si rifiuta. Si imbatte però per caso in una giovane cameriera di nome Clara, che incuriosita sia sul caso degli strani pupazzi di neve che dal Dottore, decide di pedinarlo e scopre il suo rifugio: un TARDIS parcheggiato su una nuvola accessibile tramite scale invisibili. Il giorno dopo Clara, che lavora anche come istitutrice a servizio di una famiglia, la cui governante è annegata nel laghetto di fronte a casa, cerca di ricontattare il Dottore per farsi aiutare; la bambina a lei affidata, infatti, sogna che la governante torni dal laghetto per vendicarsi, alimentando così il ghiaccio alieno dal quale è formata. Il Dottore arriva giusto in tempo quando la governante nelle sembianze di mostro di ghiaccio si manifesta per fare vittime, ma lui assieme a Madame Vastra, Jenny e Strax riescono a catturarla. Interviene il Dr. Simeon assieme al suo esercito di pupazzi di neve che chiede al Dottore di consegnarle il mostro di ghiaccio per giungere al fine del suo scopo, ma lui e Clara cercano di escogitare un piano. Così si rifugiano nel TARDIS parcheggiato sulla nuvola; tra i due c'è una sorta di colpo di fulmine. Clara ha rotto il muro di difesa del Dottore e lui le affida la chiave del TARDIS invitandola a restare. Il mostro di ghiaccio però riesce a raggiungere la macchina del tempo e nel tentativo di catturare Clara, precipitano entrambi dalla nuvola. Madame Vastra, Jenny e Strax soccorrono Clara che è ormai sul punto di morte, mentre il Dottore sconfigge il Dr. Simeon che sin da piccolo ha alimentato la neve aliena creando un vero mostro, ormai autonomo alla sua psiche. L'imminente morte di Clara però crea uno scompenso: una famiglia che piange la morte di una persona cara nella vigilia di Natale fa piovere lacrime che sciolgono e annientano definitivamente la neve aliena. Clara sta per morire ormai, gli sforzi fatti dagli amici del Dottore sono stati inutili, ma lei prima di andarsene dice al Dottore la stessa frase detta da Oswin in Il manicomio dei Dalek. Il Dottore ricorda e comincia a interrogarsi su come è possibile che la ragazza sia morta due volte, così si precipita nella ricerca di Clara ancora viva.

## Le campane di St. John
- Titolo originale: The Bells of Saint John
- Scritto da: Steven Moffat
- Diretto da: Colm McCarthy

### Trama
L'episodio si apre con un ragazzo su uno schermo che descrive come le anime di molte persone siano state caricate su internet quando esse abbiano provato a collegarsi usando una certa rete Wi-Fi. Il ragazzo rivela poi di sapere queste cose perché anche lui è stato caricato, e ora non sa più dove si trovi.
La scena si sposta in un monastero in Cumbria nell'anno 1207, dove il Dottore si è ritirato per riflettere sul mistero di Clara, precedentemente incontrata due volte in epoche e luoghi differenti e morta entrambe le volte. Un giorno il Dottore viene disturbato dai monaci, che lo avvisano che "le campane di San Giovanni" stanno suonando. Egli richiede un cavallo, dirigendosi in una caverna in cui aveva lasciato il suo TARDIS, ed è sorpreso nello scoprire che il telefono situato all'esterno della sua nave spaziale stia squillando. Il Dottore risponde alla telefonata: dall'altro capo c'è Clara, la cui voce inizialmente non viene riconosciuta. Clara in realtà pensa di avere chiamato l'assistenza del suo computer, che ha problemi ad accedere a internet, e quando recita la frase "Corri sapientone, e ricorda" come una frase mnemonica per ricordarsi la password d'accesso alla rete, al Dottore viene subito in mente la stessa frase sussurrata dalla Clara morente incontrata nell'episodio I pupazzi di neve. Egli entra immediatamente nel TARDIS per poterla raggiungere, compare fuori dalla sua porta di casa ma lei rifiuta di parlargli. Il Dottore decide di cambiarsi i vestiti da monaco, ma quando torna trova Clara svenuta e la sua anima che è in fase di upload attraverso un server robot camuffato come una giovane ragazza. Il Dottore prende immediatamente il computer di Clara, ferma il caricamento riportandola indietro e spedisce un messaggio a chi stava cercando di portarsi via la sua anima, avvisando che la ragazza è sotto la sua protezione.
Il capo di questa organizzazione malvagia, Miss Kizlet, riceve il messaggio e informa immediatamente il suo cliente che il Dottore è arrivato, come temuto. Un altro server robot, questa volta travestito come un vicino di casa, controlla i due protagonisti, quando all'improvviso tutte le luci del quartiere si spengono, a parte quelle delle case nella via dove abita Clara, che anzi si accendono tutte. Il Dottore capisce che in questo modo sono diventati un facile bersaglio, e infatti sullo sfondo si vede avvicinarsi un aereo, controllato dall'organizzazione di Miss Kizlet. Il Dottore e Clara entrano nel TARDIS e atterrano all'interno dell'aereo, dove il Dottore risveglia i passeggeri e i piloti ed evita che il velivolo si schianti.
La mattina dopo in un caffè Clara sfrutta le sue nuove abilità informatiche, acquisite durante l'esperienza di caricamento, per individuare chi lavora come caricatore e scopre quale sia la loro base: lo Shard London Bridge. Viene poi caricata da un robot con le sembianze del Dottore, momentaneamente assentatosi per ordinare due caffè. A questo punto un Dottore particolarmente furioso si dirige verso lo Shard e con una moto anti-gravità irrompe nell'ufficio di Miss Kizlet. Egli esige che tutte le menti caricate, inclusa quella di Clara, vengano liberate, ma Miss Kizlet si rifiuta. A questo punto il Dottore rivela di essere ancora al caffè e che lei sta parlando con il server robot usato per caricare Clara, hackerato dal Dottore stesso, e con il quale egli carica Miss Kizlet sulla rete. Ella, intrappolata, ordina ai suoi subordinati di essere liberata, e con essa saranno liberati tutti, inclusa Clara.
Miss Kizlet contatta il cliente, dicendogli di avere fallito il lavoro. Egli si rivela essere la Grande Intelligenza, il quale le ordina di resettare tutti i dipendenti, compresa lei, cancellando a tutti la memoria. All'arrivo della polizia Miss Kizlet si ritrova quindi con la capacità mentale di una bambina di cinque anni. Il Dottore ritorna da Clara tentando di convincerla a partire con lui, ma lei gli dice di tornare il giorno dopo. Così lui parte alla ricerca di chi sia Clara.
- Guest Star: Celia Imrie (Miss Kizlet), Robert Whitlock (Mahler), Dan Li (Alexei) Manpreet Bachu (Nabile), Sean Knopp (Paul), James Greene (The Abbott), Geff Francis (George Maitland), Eve de Leon Allen (Angie Maitland), Kassius Carey Johnson (Artie Maitland), Danielle Eames (ragazzina), Fred Pearson (barista), Jade Anouka (cameriera), Olivia Hill (lettrice di giornali), Isabella Blake-Thomas (bambina), Matthew Earley (uomo), Antony Edridge (pilota), Richard E. Grant (La Grande Intelligenza)

## Gli anelli di Akhaten
- Titolo originale: The Rings of Akhaten
- Scritto da: Neil Cross
- Diretto da: Farren Blackburn

### Trama
Il Dottore investiga sul passato di Clara, non trovando nulla di strano; scopre però che sua madre era morta quando lei era ancora giovane. Quando poi ritorna nel presente, alla sua richiesta di vedere qualcosa di stupendo, il Dottore decide di portarla agli Anelli di Akhaten, satelliti orbitanti intorno a un grande pianeta in cui, secondo la religione locale, nacque la vita. Clara incontra per caso una bambina di nome Merry Gejelh, convinta di dovere cantare alla Festa delle Offerte al Vecchio Dio per conciliarne il sonno, ma che in realtà è stata destinata a esso in sacrificio.
Il Dottore e Clara salvano Merry e scoprono che il Vecchio Dio in realtà è un terribile parassita che si nutre di ricordi e sentimenti e che vive all'interno del grande pianeta. Il Dottore, per salvare tutti, decide di donare ogni suo ricordo al parassita, che sembra implodere, ma sopravvive. Così Clara decide di offrirgli una preziosa foglia, alla quale si deve il primo incontro dei suoi genitori, e nella quale vi è quindi scritta la storia della sua vita, di quella dei suoi genitori e tutte le infinite possibili storie che sarebbero potute essere vissute se sua madre non fosse morta così presto e se lei o i suoi genitori avessero preso decisioni diverse o compiuto azioni diverse. Con una tale infinità di ricordi e desideri Clara riesce a saziare e sconfiggere il parassita.
- Guest Star: Emilia Jones (Merry Gejelh), Michael Dixon (Dave Oswald), Nicola Sian (Ellie Oswald), Chris Anderson (Il Corista), Aidan Cook (La Mummia), Karl Greenwood (Dor'een)

#### Curiosità
- Il Dottore afferma di avere già visitato Akhaten con sua nipote, un chiaro accenno a Susan Foreman, che nella serie classica è stata per l'appunto la nipote del Dottore nonché prima persona con cui ha viaggiato.

## Guerra fredda
- Titolo originale: Cold War
- Scritto da: Mark Gatiss
- Diretto da: Douglas Mackinnon

### Trama
Quando il Dottore e Clara pensano di atterrare a Las Vegas in realtà il TARDIS li trasporta all'interno di un sottomarino russo nel 1983, per poi scomparire lasciandoli lì. Con gran sorpresa del Dottore a bordo trovano un membro superstite dell'antica razza marziana dei Guerrieri del ghiaccio, il famoso Gran Maresciallo Skaldak, appena scongelato dopo cinquemila anni. Per evitare danni al sottomarino e al suo equipaggio il capitano Zhukov decide di incatenare il guerriero, creando così un problema più grave, dal momento che - secondo l'interpretazione delle Leggi Marziane - con tale atto l'umanità ha dichiarato guerra ai Guerrieri del Ghiaccio. Il Dottore prova a convincere Skaldak che lui e Clara hanno intenzioni pacifiche, ma poiché il marziano ritiene di essere l'ultimo superstite della propria specie commette il più grande atto di disonore ed esce dalla propria armatura per analizzare i corpi umani e utilizzare le informazioni ricavate per vendicarsi. Skaldak convince il luogotenente Stepashin a rivelargli i motivi e le modalità della Guerra fredda e si prepara a creare una linea temporale alternativa sparando un solo missile nucleare, che in un tale periodo di tensione tra le superpotenze scatenerebbe una guerra mondiale devastante. Clara, alla quale il guerriero sembrava dare più ascolto che agli altri, cerca di convincere Skaldak del tremendo errore che egli commetterebbe ponendo fine alla vita di moltissime persone innocenti, quando all'improvviso una nave spaziale giunge a recuperare il Gran Maresciallo, che scopre così di non essere rimasto l'ultimo marziano. Cessato il pericolo il cacciavite sonico del Dottore lo informa che si era attivato l'HADS (Sistema di Dislocazione per Azioni Ostili) allontanando il TARDIS per sicurezza al Polo Sud.
- Guest Star: Liam Cunningham (Capitano Zhukov), David Warner (Professor Grisenko), Tobias Menzies (Luogotenente Stepashin), Josh O'Connor (Piotr), James Norton (Onegin), Charlie Anson (Belevich), Spencer Wilding (Maresciallo Skaldak), Nicholas Briggs (voce del Maresciallo Skaldak), Scott Stevenson (sommozzatore)

## Universo nascosto
- Titolo originale: Hide
- Scritto da: Neil Cross
- Diretto da: Jamie Payne

### Trama
Il Dottore, ritenendo che la psichica empatica Emma Grayling potesse aiutarlo a scoprire qualcosa in più su Clara, atterra nel 1974 nei pressi della dimora di Caliburn, dove Emma e il suo futuro marito, il professor Alec Palmer, stanno indagando sulle apparizioni di un fantasma, conosciuto come la "Strega nel Pozzo". Dopo che la casa diventa particolarmente fredda e su un muro compare la scritta "aiutatemi" il Dottore decide di prendere la macchina fotografica di Alec e, spostandosi nel tempo con il TARDIS, scattare alcune foto nello stesso luogo dove si trova la villa, dal tempo della nascita della Terra fino alla sua fine. Grazie a queste immagini il Dottore comprende che la figura delle fotografie non è un fantasma, ma una pioniera dei viaggi del tempo di nome Hila Tukurian, rimasta intrappolata in un universo "tasca" mentre cerca di fuggire da una creatura che vive nell'ombra. Il Dottore allora assembla velocemente uno strumento che amplifichi i poteri psichici di Emma, in modo che riesca a creare un portale tra le due dimensioni. Tuttavia Emma non riesce a tenere il portale aperto il tempo necessario affinché, oltre a Hila, anche il Dottore riesca a tornare indietro. Clara a questo punto prova a convincere il TARDIS a volare rapidamente nella dimensione parallela, potenzialmente distruttiva anche per la cabina blu, e a raccogliere il Dottore, che si aggrappa al suo esterno e insieme tornano nella dimensione reale. Alla fine, mentre stanno discutendo riguardo al tema dell'amore, il Dottore si rende conto che una creatura simile a quella intrappolata nella dimensione parallela è stata nascosta tutto il tempo in cui loro erano lì all'interno della villa: le due creature sono divise nelle due diverse dimensioni, ma alla ricerca disperata una dell'altra; il Dottore decide allora di ritornare nella dimensione parallela e portarla in salvo.
- Guest star: Dougray Scott (Professor Alec Palmer), Jessica Raine (Emma Grayling), Kemi-Bo Jacobs (Hila Turkurian), Aidan Cook (The Crooked Man)

## Viaggio al centro del TARDIS
- Titolo originale: Journey to the Centre of the TARDIS
- Scritto da: Stephen Thompson
- Diretto da: Mat King

### Trama
Il TARDIS viene raccolto da una squadra intergalattica di recupero, ma in seguito a questo Clara accidentalmente rimane intrappolata nelle profondità del TARDIS. Il Dottore non crede di poterla salvare da solo, così chiede aiuto a coloro che li hanno catturati, i fratelli Van Baalen, promettendo loro in cambio il recupero più epico della vita. Per assicurarsi la loro collaborazione il Dottore chiude le porte del TARDIS e imposta l'autodistruzione dopo un'ora. Intanto Clara vaga all'interno dell'infinito spazio del TARDIS; scappando da una spaventosa creatura finisce nella biblioteca del TARDIS, dove trova un libro che narra dell'Ultima Grande Guerra Del Tempo, e scopre casualmente il vero nome del dottore. Riescono infine tutti a riunirsi nella sala comandi e si dirigono verso la sala macchine; intanto il Dottore rivela che le creature sono echi del loro futuro, ridotti così per essersi esposti per troppo tempo all'Occhio dell'Armonia. Il Dottore e Clara riescono ad arrivare alla sala macchine, ormai però distrutta e impossibile da sistemare. Qui rivela a Clara delle altre sue vite; lei però sinceramente afferma che non ne sa niente e non se le ricorda e di rimando gli chiede come mai non si faccia chiamare con il suo vero nome, letto sul libro in biblioteca, ma il Dottore le risponde che questo è un segreto e che lei non ricorderà quello che ha letto. A questo punto, per cercare di salvare il TARDIS, il Dottore costruisce un congegno che permetta loro di riscrivere il passato, sfuggendo all'assalto dell'astronave dei fratelli Van Baalen, e attraverso una fessura nel tempo lo passa a sé stesso, nel passato.
- Guest Star: Ashley Walters (Gregor van Baalen), Mark Oliver (Bram van Baalen), Jahvel Hall (Tricky Van Baleen), Sarah Louise Madison (zombie temporale), Ruari Mears (zombie temporale), Paul Kasey (zombie temporale)

### Curiosità
- Mentre Clara scappa dal mostro trova una stanza con un enorme congegno che assomiglia a un telescopio, già apparso nell'episodio L'impero del Lupo e una con una piscina, citata nell'episodio L'undicesima ora.
- È inoltre possibile vedere la culla del Dottore vista nell'episodio Un uomo buono va in guerra.
- Quando uno dei fratelli Van Baalen manomette la console del TARDIS si sentono voci passate provenienti da precedenti episodi: An Unearthly Child, Colony in Space, La moglie del Dottore, The Robots of Death, Rose, Alieni sulla Luna e La bestia di sotto.

## L'orrore cremisi
- Titolo originale: The Crimson Horror
- Scritto da: Mark Gatiss
- Diretto da: Saul Metzstein

### Trama
Madame Vastra, insieme alla sua compagna Jenny e al loro maggiordomo Strax, indaga sul mistero dell'Orrore Cremisi: nel fiume sono stati ritrovati numerosi cadaveri, completamente rossi, avvelenati da una sostanza che Madame Vastra ricorda di avere già visto prima che i Siluriani si ibernassero; questa sostanza è il veleno di un'antica sanguisuga che pietrifica le vittime, anche se risulta esserne una versione altamente diluita. Analizzando il corpo dell'ultima vittima trovano nel suo occhio il riflesso dell'ultima cosa vista prima di morire: il Dottore. Le tracce portano alla misteriosa città modello di Sweetville, gestita dalla signora Gillyflower, costituita da una fabbrica con annesso un edificio residenziale dal quale le persone non fanno più ritorno. Jenny viene mandata come infiltrata a indagare e lì trova il Dottore, anch'egli vittima del veleno, ma ancora vivo grazie alla sua natura di Signore del Tempo, e grazie al suo aiuto egli riesce a invertire il processo e tornare completamente in salute. Insieme trovano Clara e riescono a salvare anche lei, con grande stupore di Jenny e Madame Vastra, che avevano visto morire Clara (nell'episodio I pupazzi di neve). Discutendo con la signora Gillyflower scoprono che il misterioso "Signor Sweet", a capo di Sweetville e compagno della signora Gillyflower, è una delle antiche sanguisughe rosse, attaccata a lei, la quale progetta di usare il suo veleno per purificare l'intera umanità costruendo un missile che esploda nell'atmosfera con a bordo il veleno cremisi, uccidendo tutti tranne pochi prescelti da lei selezionati che vengono conservati in teche di vetro. Fortunatamente grazie a Jenny e Madame Vastra il missile parte senza il veleno a bordo. Mrs. Gillyflower a questo punto viene abbandonata dalla sanguisuga, ma prima di morire rivela di avere testato il veleno sulla figlia Ada (diventata cieca e sfigurata come conseguenza di ciò), la quale per vendetta uccide Mr. Sweet prima che possa scappare.
Il Dottore, senza preoccuparsi di rispondere alle domande di Madame Vastra e Jenny riguardo a Clara, riporta la sua compagna di viaggio nel 2013. Una volta a casa però Clara scopre che i bambini del signor Maitland, a cui fa da baby-sitter, hanno trovato alcune immagini di lei in varie epoche storiche, tra cui una che la ritrae in abiti vittoriani. I bambini minacciano di raccontare tutto al padre, a meno che Clara non offra loro la possibilità di viaggiare nel tempo.
- Guest Star: Diana Rigg (Signora Gillyflower), Rachael Stirling (Ada), Catrin Stewart (Jenny Flint), Neve McIntosh (Madame Vastra), Dan Starkey (Strax), Eve de Leon Allen (Angie Maitland), Kassius Carey Johnson (Artie Maitland), Brendan Patricks (Edmund & Mr. Thursday), Graham Turner (Amos), Scott Stevenson (Dipped Man), Olivia Vinall (Effie), Michelle Tate (Abigail), Jack Oliver Hudson (Thomas Thomas)

## Incubo Cyberman
- Titolo originale: Nightmare in Silver
- Scritto da: Neil Gaiman
- Diretto da: Stephen Woolfenden

### Trama
Il Dottore e Clara si recano in un pianeta extraterrestre, insieme ai bambini a cui Clara fa da baby-sitter (Angie e Artie), dove si trova un parco divertimenti fra i più famosi dell'universo, ma il parco è ormai abbandonato, proprio come il pianeta. Il pianeta è sotto la custodia dei militari, che rivelano al Dottore che il pianeta un tempo è stato il campo di battaglia tra le truppe dell'Impero di quella galassia e i Cybermen. Il Dottore e i suoi amici visitano il parco abbandonato e vi trovano un giostraio di nome Porridge che fa subito amicizia con loro; il gruppo di viaggiatori decide di passare lì la notte ma, contro il consiglio di Clara, Angie e Artie si allontanano dal gruppo e vengono rapiti dai Cyberman che erano nascosti nel parco di divertimenti e installano su di loro un "upgrade" per trasformarli in soldati Cyberman. I militari iniziano ad agitarsi; il Dottore ordina loro di prendere ordini direttamente da Clara, mentre lui va a soccorrere i bambini. Il Dottore li trova, ma i Cyberman installano anche sul Signore del Tempo un upgrade per farlo diventare uno di loro. La personalità del Dottore si sdoppia: una resta intatta mentre l'altra è sotto il controllo del programmatore Cyberman che cerca di trasformare il Dottore, ma la mente del Dottore è troppo forte e dunque i due sono in una fase di stallo. Il programmatore confessa al Dottore che il parco di divertimenti veniva usato dai Cyberman per adescare i bambini e trasformarli in Cyberman più potenti in quanto il loro potenziale cerebrale è superiore rispetto a quello di un adulto, inoltre prendendo anche il Dottore tra le loro schiere potranno vantare l'immensa conoscenza dei Signori del Tempo visto che i nuovi Cyberman possono prendere il possesso di qualunque essere vivente, e non solo di umani. Il Dottore propone di fare una partita a scacchi: se vince lui dovrà lascialo in pace ma se vince il programmatore gli cederà tutte le sue conoscenze. I due iniziano a giocare e nel frattempo giungono Clara, Porridge e i soldati. Le uniche armi che possono usare sono i guanti elettromagnetici che disattivano i Cyberman e un fucile a raggi laser; i Cyberman sono tantissimi ed essendo una versione più potente e aggiornata le poche armi che Clara e i soldati possono usare contro di loro servono a ben poco. Il Dottore intanto continua la partita contro il programmatore e gli concede un vantaggio a patto che lui liberi i bambini dagli upgrade. Il nemico accetta, così Artie e Angie si liberano e Porridge li porta in salvo. Il Dottore insinua di potere battere il programmatore in poche mosse; esso. per non perdere, assorbe le facoltà cerebrali di tutti i Cyberman in circolazione disattivandoli e quindi aumentando le sue capacità, ma facendolo cade nella trappola del Dottore che usa il cacciavite sonico per aumentare la potenza del guanto elettromagnetico e disattiva il programmatore e tutto l'esercito di Cyberman. Usando un congegno esplosivo Porridge decide di distruggere il pianeta: l'uomo confessa che in realtà è l'Imperatore di quella galassia, inoltre fa teletrasportare se stesso, il Dottore, Clara, Artie, Angie e i soldati nella sua astronave. Il Dottore chiede di fare teletrasportare pure il TARDIS e il suo desiderio viene esaudito. Porridge, il Dottore e tutti gli altri guardano il pianeta ormai disabitato andare distrutto nell'implosione con tutti i Cyberman su esso. L'episodio si conclude con il Dottore che riaccompagna Clara e i bambini a casa.
- Guest Star: Eve de Leon Allen (Angie Maitland), Kassius Carey Johnson (Artie Maitland), Jason Watkins (Webley), Warwick Davis (Porridge), Tamzin Outhwaite (Capitano), Eloise Joseph (Beauty), Will Merrick (Brains), Calvin Dean (Ha-Ha), Zahra Ahmadi (Missy), Aidan Cook (Cyberman), Nicholas Briggs (voce dei Cybermen)

### Nota
- Durante lo scontro tra il Dottore e il programmatore Cyberman, il Signore del Tempo afferma di potersi rigenerare e distruggere l'upgrade, ma come verrà asserito in Il tempo del Dottore questo è impossibile dato che non aveva più a disposizione altre rigenerazioni, dunque è probabile che il suo fosse solo un bluff.

## Il nome del Dottore
- Titolo originale: The Name of the Doctor
- Scritto da: Steven Moffat
- Diretto da: Saul Metzstein

### Trama
Clara si ritrova a cadere in uno spazio non definito mentre ricorda solamente che deve salvare il Dottore, che appare nelle sue differenti incarnazioni. Intanto in una prigione inglese dell'epoca vittoriana Madame Vastra viene a sapere che il più grande segreto del Dottore è stato rivelato. Convoca così un consiglio nel mondo dei sogni composto da Strax, Jenny, River Song e Clara. Mentre discutono del segreto del Dottore vengono attaccati da uomini mascherati che li portano a Trenzalore.
Clara, che si è salvata grazie a River, si sveglia e trova il Dottore, al quale riferisce che per salvare Madame Vastra e gli altri deve recarsi a Trenzalore. Il Dottore, visibilmente scioccato e disperato, si reca così a Trenzalore dove si trova la sua tomba, contenuta all'interno del TARDIS, diventato gigantesco. Lì incontra la Grande Intelligenza, che intende penetrare nel suo sepolcro, ma che per farlo ha bisogno del nome del Dottore. La Grande Intelligenza cerca di costringerlo a rivelargli il nome, minacciando di uccidere Strax, Jenny, Madame Vastra e Clara. River Song, rimasta in contatto telepatico con Clara, pronuncia tuttavia il nome del Dottore, senza che nessuno lo senta, facendo così aprire la tomba.
All'interno del grande TARDIS, deserto e invaso di vegetazione, al posto del pannello di controllo trovano un groviglio di flussi di energia. Il viaggio nel tempo è un'anomalia nella realtà, quindi i flussi energetici rappresentano tutti i viaggi nel tempo del Dottore, la sua "linea temporale". La Grande Intelligenza, pur sapendo di perire in questo modo, entra nella massa energetica allo scopo di distruggere il Dottore: ogni avventura che ha vissuto e ogni sua vittoria sarà trasformata in una sconfitta. Questo, oltre ad annientare il Dottore, cambierebbe però la storia dell'universo, dato che il Dottore ha salvato innumerevoli mondi. Infatti Madame Vastra osserva che le stelle iniziano a spegnersi nel cielo. Clara, per salvare il Dottore, decide di sacrificare la propria vita, entrando a sua volta nella linea temporale del Dottore. L'essenza della ragazza viene frammentata migliaia di volte, incontrando tutte le undici forme del Dottore e indirizzandolo correttamente. Questo risolve il mistero delle ragazze incontrate nel manicomio dei Dalek e nella Londra vittoriana (Oswin Oswald e Clara Oswin Oswald), infatti pure loro erano delle eco di Clara. In ogni viaggio nel tempo lei è presente e ogni volta sacrifica la propria vita per salvare il Dottore, anche se lui non lo sa.
River Song è ancora nel TARDIS, pensa di essere invisibile al Dottore, che tuttavia la vede. La River presente nel Tardis non è altro che un'eco di quella vera, "scaricata" nella biblioteca dal Decimo Dottore dopo la sua morte. Il Dottore aveva volutamente ignorato la presenza della moglie perché avrebbero sofferto entrambi troppo. River afferma allora che l'unico modo accettabile per dirsi addio è salutandosi come se ci fosse una prossima volta. Prima di andarsene River rivela che Clara è ancora viva, per poi scomparire, chiamandolo per l'ultima volta "Dolcezza". Alla fine Clara si ritrova in un posto desolato dove è circondata dalle precedenti incarnazioni del suo amico. Nel frattempo l'Undicesimo Dottore decide di gettarsi egli stesso nel vortice temporale per recuperare la ragazza. Riesce a trovarla e cerca di trascinarla via, ma lei vede un uomo che guarda nella direzione opposta e non capisce chi sia. Il Dottore spiega che quello è una delle sue rigenerazioni passate; Clara è sbalordita in quanto dopo essere entrata nella linea temporale dell'amico credeva di avere visto tutte le sue forme precedenti, ma il Dottore spiega che quella rigenerazione è l'unica che non ha visto perché è stata rinnegata, tanto che non merita nemmeno il titolo di "Dottore". Clara sviene e il Dottore la prende tra le braccia per portarla via, ma prima la sua incarnazione misteriosa cerca di giustificare le sue azioni, compiute "senza scelta" e "in nome della pace e del buon senso". L'Undicesimo replica che le azioni compiute da quell'uomo non sono state comunque fatte "nel nome del Dottore" per poi allontanarsi con Clara mentre la figura si volta con sguardo cupo.
- Guest Star: Alex Kingston (River Song), Richard E. Grant (La Grande Intelligenza), Neve McIntosh (Madame Vastra), Catrin Stewart (Jenny Flint), Dan Starkey (Strax), Eve de Leon Allen (Angie Maitland), Kassius Carey Johnson (Artie Maitland), Nasi Voustsas (Andro), David Avery (Fabian), Michael Jenn (Clarence), Rab Affleck (Archie), Samuel Irvine (postino), Sophie Downham (giovane Clara), Paul Kasey (Sussurratore), John Hurt (War Doctor)

### Nota
- Durante l'episodio viene menzionato il pianeta Androzani Minor, dove il Quinto Dottore si è rigenerato nel Sesto.
- Quando il Dottore usa il cacciavite sonico sulla sua linea temporale, si odono frasi dette da lui in passato: il Primo Dottore da An Unearthly Child, il Sesto Dottore da The Trial of a Time Lord, il Secondo Dottore da The Moonbase, il Quarto Dottore da Genesis of the Daleks, il Nono Dottore da Padroni dell'universo (seconda parte), il Decimo Dottore da Il viaggio dei dannati, il Quinto Dottore da The Caves of Androzani, l'Undicesimo Dottore da La Pandorica si apre e il Terzo Dottore da The Time Monster. La versione italiana assegna ad alcuni Dottori voci che non si abbinano però, come è evidente con il Primo Dottore, la cui frase "Ti sei mai chiesto com'è viaggiare nella quarta dimensione?" è detta da un doppiatore più giovane di lui, o le parole del Nono Dottore, "Assolutamente fantastico", che è pronunciato da un doppiatore differente dal suo.